# Медлінген
Медлінген (нім. Medlingen) — громада в Німеччині, знаходиться в землі Баварія. Підпорядковується адміністративному округу Швабія. Входить до складу району Діллінген. Складова частина об'єднання громад Гундельфінген-ан-дер-Донау.
Площа — 17,07 км2. Населення становить 1027 ос. (станом на 31 грудня 2020).